# 杏皮水
杏皮水是甘肃敦煌的特色饮料，用当地的特产李广杏为原料，用晒干的杏肉加以山楂、枸杞等熬制而成，冰镇后口感酸甜，解渴。和北京酸梅汤味道有异曲同工之妙。“刘记杏皮水”在敦煌口碑颇佳。